# Waleed al-Shehri
Pour les articles homonymes, voir al-Shehri.
Waleed al-Shehri (en arabe : وليد الشهري), né le 20 décembre 1978 dans la province de l'Asir en Arabie saoudite et mort le 11 septembre 2001 à Manhattan aux États-Unis, est un membre d'Al-Qaïda et l'un des pirates de l'air du vol American Airlines 11, qui a été détourné pour s'écraser dans la première tour du World Trade Center dans le cadre des attentats du 11 septembre 2001. Son frère, Wail al-Shehri, fait aussi partie des terroristes du vol 11.

## Attentats du 11 septembre 2001
Le 11 septembre, il embarque à bord du vol American Airlines 11 et s'assied sur le siège 2B. Un quart d'heure après le décollage, il participe au détournement de l'avion, en poignardant les hôtesses de l'air Karen Martin et Barbara Arestegui et en assassinant les pilotes John Ogonowski et Thomas Mcguiness. Mohammed Atta prend les commandes de l'avion qui s'écrasa contre la tour Nord du World Trade Center à 8h46.